# Зата
Зата (𐍗, коми зата) — восьмая буква древнепермского алфавита, использовавшегося для записи языка коми и в качестве тайнописи старорусского языка.

## Использование
Буква 𐍗 обозначала звук [z], что соответствует кириллической букве З з в алфавите Молодцова и современном алфавите. В русских тайнописных текстах также соответствует кириллической з, при этом зачастую над ней ставятся две точки (𐍗̈).
Также использовалась для обозначения числа 8 (иногда в сочетании с титлом, аналогично кириллической системе счисления).

## Название
В списках встречается единственный вариант названия — зата. В. И. Лыткин полагает, что именно зата и было первоначальным названием буквы. Слово зата в языке коми не имеет значения.
В некоторых списках буква вовсе отсутствует.

## Начертание
Происхождение буквы, предположительно, связано с русской буквой ꙁ (з).
Буква зата имеет большое разнообразие вариантов начертания.
У данной буквы существует надстрочный вариант (◌𐍸), употреблявшийся аналогично кириллическим буквотитлам.

## Кодировка
Обычная и надстрочная формы буквы были закодированы в блоке Юникода «Древнепермское письмо» (англ. Old Permic) в версии 7.0, вышедшей 16 июня 2014 года, под кодами U+10357 и U+10378 соответственно.